# John Collier (friidrottare)
John Collier, född 26 september 1907 i Buffalo i New York, död 31 oktober 1974 i Coronado i Kalifornien, var en amerikansk friidrottare.
Collier blev olympisk bronsmedaljör på 110 meter häck vid sommarspelen 1928 i Amsterdam.